# نصرالله صبا
میرزا نصرالله خان مختارالملک صبا (۱۲۶۵ کاشان - ۱۳۵۶ تهران) از کارگزاران مالی دوران قاجار و پهلوی، سناتور و شهردار تهران و از مشایخ صوفیه معاصر بود.
از نوادگان میرزا محمودخان ملک‌الشعرای صبا بود. تحصیلات خود را در ایرانن آغاز کرد و در دانشگاه اوهایو آمریکا در رشته اقتصاد و امور مالی به پایان رساند. پس از بازگشت به ایران، داخل وزارت مالیه شد و مدارج ترقی را طی کرد. مختارالملک از پایه‌گذاران حزب عامیون و ارادتمندان سید حسن تقی‌زاده بود و او را مرشد و راهنمای خود می‌دانست.
در سال ۱۲۹۷ وثوق‌الدوله نخست‌وزیرر وقت مختارالملک و را در هیئتی به ریاست سید ضیاءالدین طباطبایی مدیر روزنامه رعد به بادکوبه فرستاد تا تشکیل جمهوری مستقل آذربایجان را به محمدامین رسول‌زاده تبریک بگویند. او در سفر بادکوبه به سید ضیاء نزدیک شد و پس از کودتای سوم ۱۲۹۹ در دوران نخست‌وزیری سید ضیاء که اداره بلدیه (شهرداری) در تهران تأسیس شد، رئیس این اداره و در واقع نخستین شهردار تهران شد.
در سال ۱۳۰۹ که تقی‌زاده وزیر مالیه شد، صبا را معاون خود کرد. سپس چند رئیس محاکمات وزارت مالیه و مدتی رئیس یکی از شعب دیوان محاسبات بود. سالها نیز ریاست شورای عالی بیمه را بر عهده داشت. در ۲۳ اسفند ۱۳۲۶ بار دیگر به عنوان وزیر دارایی به مجلس معرفی شد. با گشایش مجلس سنا در سال ۱۳۲۸ سناتور شد اما یک دوره بیشتر در این مجلس نمایند و از سال ۱۳۳۲ از سمت‌های سیاسی و اداری کناره گرفت.

## درویشی
مختارالملک در جوانی تحت تأثیر ظهیرالدوله مشرب تصوف و تدریجاً از بزرگان و مشایخ دراویش شد. انجمن اخوت را که در زمان ظهیرالدوله پا گرفته بود، رونق بخشید و چندی نیز بعد از امین‌الملک مرزبان، بر آن ریاست داشت.
مختارالملک یادداشتهای زیادی از اوضاع و احوال تاریخ معاصر تنظیم و تألیف کرد ولی در روزهای واپسین عمر، همه را سوزاند. او در طول عمر طولانی‌اش همسری انتخاب نکرد و در سال ۱۳۵۶ بدون فرزند و بازمانده‌ای در تهران درگذشت و در جوار مرشد خود ظهیرالدوله به خاک سپرده شد.